# Gröna visboken
Gröna visboken var en sångbok på svenska, utgiven första gången 1949 av Bokförlaget DN i serien När Var Hur. Redaktörer var Tage Nilsson och Klas Ralf, medan Nils G. Svanfeldt författade kommentarerna till visorna. Boken illustrerades av Helga Henschen. Den blev en stor framgång, och gavs ut i nio upplagor fram till 1999.
Framgångarna med Gröna visboken gjorde att den följdes upp med Gula visboken (1953), av samma upphovsmän och Röda visboken (1969) med Bengt R. Jonsson och Margareta Jersild som redaktörer samt med Gösta Hådell som ansvarig för ackordanalysen.